# Gwen Munson
Gwen Norbeck Munson is een personage uit de Amerikaanse soap As the World Turns. Ze kwam de serie in aan het begin van 2005. Ze wordt gespeeld door Jennifer Landon. Voor haar rol kreeg ze twee Daytime Emmy Awards voor "Outstanding Younger Actress" in 2006 en in 2007.

## Karakter geschiedenis
Gwen was voor het eerst te zien als serveerster van Al's, een populair restaurant in Oakdale. Alison Stewart regelde een blind date tussen haar en Will Munson. Dit was geen succes, want Will zette haar uit zijn auto. Will was namelijk verliefd op Alison en wilde niks met Gwen te maken hebben. Gwen leek weer meer interesse te hebben in Casey Hughes, een goede vriend van Will. Om dichter bij Casey te komen, werd ze vrienden met zijn vriendinnetje Celia Ortega. Casey en Gwen deelden een geheim, en Casey wilde dat graag zo houden. Hij had liever niet dat ze in zijn vriendengroep terecht zou komen, maar dat gebeurde toch. Het werd later duidelijk dat Gwen en Casey het bed met elkaar gedeeld hadden. Casey wilde dat graag vergeten, maar Gwen had iets spectaculairs te onthullen: Ze was zwanger!
Ze was bang om Casey de waarheid te vertellen (ze wilde Celia niet kwetsen). Daarom vertelde ze het aan Will. Will beschermde haar door te doen alsof hij de vader van Gwens baby was. Hij zorgde ervoor dat Gwen naar al haar doktersafspraken ging en dat ze goed voor zichzelf en de baby zorgde. Toen Wills moeder Barbara Ryan erachter kwam dat Will claimde de vader te zijn, stond ze erop dat er een vaderschapstest gedaan werd (deze is echter nooit gedaan). Dit zorgde voor rivaliteit tussen Gwen en Barbara voor vele maanden.
Gwen besloot de baby ter adoptie af te staan aan Rosanna Cabot. Haar baby werd te vroeg geboren. Inmiddels had Gwen al wel een connectie gekregen met haar baby. Toen Rosanna in een coma raakte nadat ze van de weg af was gereden, dacht Gwen dat zij en Will (die verliefd geworden waren) nu de voogdij konden krijgen. Ze had echter geen rekening gehouden met Carly Snyder, Rosanna's halfzus. Voordat ze in haar coma raakte, had Rosanna Carly gevraagd om voor de baby te zorgen.
Een voogdijzaak begon. Tijdens de hoorzitting wilde de rechter weten wie de vader was. In tranen gaf ze toe dat Casey de vader was, niet Will. Een vaderschapstest werd gedaan. Maar heel verrassend bleek Casey niet de vader te zijn van de baby. Iedereen keerde zich toen tegen Gwen (omdat Caseys familie al vele, vele jaren in Oakdale woonde). Zelfs Will keerde zich tegen haar.
Carly kreeg de voogdij over de baby (Rory), maar Gwen had wel bezoekrecht. Carly wilde Gwen volledig uit Rory's leven verbannen, en daarom drogeerde ze Gwen toen ze de zorg had over Rory tijdens een van haar bezoekjes. Gwen en Carly werden daardoor helemaal de grootste vijanden. Toen Gwen erachter kwam dat Carly, toen ze een kind was, haar broertje vermoord had, vreesde ze voor het leven van haar zoon. Daardoor ontvoerde ze Rory (zelf noemde ze hem Billy) en ging ze samen met Will naar New York. Inmiddels was haar moeder Iris Dumbrowski ook weer in haar leven. Tijdens een confrontatie met Carly op een trap in New York, viel Gwen van de trap. Daar kwam Carly erachter dat Iris Gwens moeder was, en dat het kind dat ze vermoord zou hebben eigenlijk Gwen was. Ze waren half-zusjes! 
Doordat Carly Gwen gedrogeerd had, verloor zij de voogdij over de baby aan Gwen. Onder voorwaarde dat Gwen weer bij haar moeder ging wonen. Iris mocht Will niet. Daarom vergiftigde ze zichzelf en gaf ze Will de schuld. De waarheid kwam uit en Iris ging de gevangenis in. Niet veel later kreeg Gwen de volledige voogdij. Inmiddels waren Carly en Gwen dichter naar elkaar gegroeid. En ze liet Jack en Carly op Billy passen, zodat zij en Will wat tijd voor zichzelf hadden. Toen kwam de waarheid boven water. Billy was niet Gwens zoon, maar die van Jennifer. De baby's waren omgewisseld bij de geboorte door Craig Montgomery. Gwens echte zoon was kort na de geboorte al overleden. 
Gwen en Casey legden het bij en werden vrienden. Gwen en Will werden steeds meer verliefd op elkaar. Barbara was daar absoluut op tegen en probeerden ze uit elkaar te halen. Ze zorgde ervoor dat Will niet bij zijn trustfonds kon komen en ze liet Hal hen uit hun appartement zetten. Na weken dakloos geweest te zijn, gingen Gwen en Will naar Springfield om te trouwen. Zw kwamen terug en gingen wonen bij Wills vader, Hal Munson, onder de voorwaarde dat ze allebei terug naar school gingen. Casey hielp Gwen aan een baan in de nieuwe jongeren club van zijn grootmoeder, Crash (Gwen zat in het verleden in een band).
De Oakdale Slasher vermoordde een aantal van Gwens klasgenoten en probeerde ook Gwen te vermoorden. Het werd onthuld dat Eve, Henry Coleman and Maddie Colemans zus, de Slasher was.
Jade Taylor deed alsof ze zwanger was van Will. Hierdoor verbrak Gwen de relatie met Will. Toen Will en Gwen erachter kwamen dat Jade gelogen had, verzoenden zeij zich. Wills broer Adam Munson kwam terug naar Oakdale om afscheid te nemen van zijn vader Hal (die inmiddels overleden was). Adam beloofde Gwen om een demo van haar muziek te produceren.
Toen Gwen erachter kwam dat Adam iets had met Jade, stopte ze direct met de demo. Ze wilde niks te maken hebben met iemand die iets te maken had met Jade. Toch was het haar grote droom, dus besloot ze het uiteindelijk toch te doen. Omdat Gwen zo blij en gelukkig was, begon Adam iets voor haar te voelen. Hij besloot haar te zoenen. Ze vertelde hem dat ze hem erg aardig vond, maar maakte duidelijk dat ze alleen vrienden waren. Ze was getrouwd met Will. Adam verontschuldigde zich. Maar Adam was veranderd. Hij bleef haar maar versieren. Toen werd Gwen and Wills geld gestolen. Adam leek het lijken alsof Will het had gedaan. Maar toen Gwen erachter kwam dat Casey een gokprobleem had, wist ze dat Will onschuldig was. 
Casey en Will wilden dat Adam vertrok. Adam vroeg Gwen om naar het bos te komen om afscheid te nemen. Ze voelde zich niet op haar gemak, maar ging toch. Daar verklaarde hij haar de liefde. Gwen probeerde hem af te wijzen, maar hij drong zich bij haar op en begon haar te zoenen. Plotseling werd Adam op zijn hoofd geraakt door Maddie, die dacht dat hij Gwen probeerde te verkrachten. Helaas was Adam zo hard geraakt dat zijn hoofd onder het bloed zat en hij niet meer ademde. Maddie en Gwen waren bang dat ze hem vermoord hadden en besloten hem daarom in het bos te begraven. Later werd Gwen gestalkt door een mysterieuze persoon die haar onder andere dode bloemen bezorgde. Uiteindelijk onthulde Adam dat hij nog leefde en hij viel Gwen aan. Will en Casey hielden hem tegen en dwongen hem Oakdale voorgoed te verlaten.
Jade was kwaad dat Gwen en Maddie niet gestraft werden voor poging to moord. Als wraak zette Jade een advertentie op internet waarin ze op zoek was naar een Gwen lookalike. Cleo Babbit reageerde op de advertentie. Al snel besefte Jade dat dit niet ging werken en ze stuurde Cleo terug naar huis. Cleo besloot echter te blijven en ze wist zichzelf binnen te dringen in Will en Gwens leven. Cleo was verliefd geworden op Will en wilde dat hij Gwen voor haar verliet. Toen ze haar gevoelens aan Will opbiechtte, wees hij haar af. Uit wraak sloeg ze Will buiten bewustzijn en ontvoerde ze Gwen. Ze bond Gwen samen met Jade vast. Jade probeerde Will en Gwen namelijk te waarschuwen voor de gevaarlijke Cleo. Gwen en Jade ontsnapten en Cleo ging de gevangenis in.
Alle gebeurtenissen met Cleo hadden er bij Jade voor gezorgd dat ze haar verontschuldigingen aan Will en Gwen aanbood voor alles wat ze gedaan had. Daarna verliet Jade Oakdale. Will en Gwen konden hun leventje weer oppakken en werden gelukkiger dan ooit toen bleek dat Gwen zwanger was, ondanks het feit dat haar jaren eerder was verteld dat dit niet mogelijk was. Hun geluk werd verstoord toen de alcoholistische moeder van Gwen, Iris, weer op dook. Daarbovenop kwam nog eens dat Cole Norbeck, Gwens halfbroer, ook naar Oakdale keerde. Om het nog erger te maken kreeg Gwen een miskraam, iets waar Iris maar moeilijk om leek te geven. Gwen en Will kregen van Alison een aanbod om haar eitjes te doneren, zodat Gwen alsnog zwanger kon raken. Iris was heel streng tegen, zonder een goeie reden. De inseminatie vond plaats en Gwen raakte zwanger. Helaas kreeg ze weken later opnieuw een miskraam en ze werd verteld dat haar lichaam zelf nooit een zwangerschap kon voltooien.
Gwen was depressief en vond het moeilijk om te zien hoe Sofie, de zwangere vriendin van Cole, wél een kindje zou krijgen. Kort daarna werden Gwen en Will benaderd voor een adoptie, en na enkele overwegingen, het was een "stille adoptie", gaven Gwen en Will toe. Alle papieren werden geregeld, maar kort voor de gebeurtenis informeerde Alison Gwen over het feit dat de still adoptie in feite de zwangerschap van Sofie bevatte. Iris en Barbara hadden deze adoptie geregeld, zonder dat Gwen en Sofie wisten met wie ze te maken hadden. Zowel Gwen als Sofie wilden niets meer met de moeders en de adoptie te maken hebben. Echter, toen Sofie beviel van een dochter, gingen beiden alsnog overstag, en Gwen kreeg haar dochtertje. Ze noemden haar Hallie Jennifer Munson, naar Hal Munson en Jennifer Munson, beiden overleden familieleden van Will. Er kwam echter alsnog een hele voogdijstrijd. Sofie wilde Hallie terug en ging hierin zelfs zo ver dat ze Hallie ontvoerde en met haar weg vluchtte uit Oakdale. Toen Hallie ziek werd, was Sofie noodgedwongen terug te keren naar Oakdale, waar ze opnieuw een rechtszaak aan haar broek kreeg. Gwen en Will wilden haar niet meer zien en weigerde haar nog in de buurt van Hallie te laten komen. Echter, toen ze de zaak hadden gewonnen, wist Gwen van binnen dat ze niet zomaar iemand bij z'n moeder vandaan konden houden, omdat ze dit al eerder had meegemaakt met Billy. Ze gaf Hallie, zonder Will in te lichten, terug aan Sofie. Will was woedend, maar Sofie wist dat zij niets kon geven aan Hallie, en gaf haar weer terug aan Gwen en Will. Hierop maakten Will en Gwen plannen voor de toekomst. Hoewel ze hun leven in Oakdale hadden, wilden ze helemaal opnieuw beginnen met z'n drieën Ze besloten uiteindelijk om Oakdale te verlaten. Na een afscheidsetentje, georganiseerd door Barbara, namen ze afscheid van alles en vertrokken uit Oakdale.

## Familie en relaties

### Ouders
- Ray Tenney (vader, overleden)
- Iris Dumbrowski (moeder)

### Broers en zussen
- Carly Tenney (halfzus)
- Cole Norbeck (halfbroer)

### Huwelijken
- William "Will" Munson (nog steeds getrouwd)

### Kinderen
- William "Billy" Norbeck (zoon met Casey Hughes, overleden)
- Naam onbekend (geslacht onbekend, met Will Munson, miskraam)
- Naam onbekend (geslacht onbekend, met Will Munson via KI, miskraam)
- Hallie Jennifer Munson (adoptiedochter met Will Munson)

### Andere familieleden
- Nora Kasnoff (nichtje, overleden)
- Parker Munson Snyder (neefje)
- J.J. Larrabee Snyder (neefje)
- Sage Snyder (nichtje)
- Molly Conlan (nicht)
- Abigail Williams (achternichtje)

### Relaties
- Casey Hughes (one night stand)
- Will Munson (getrouwd)

## Banen en studie
- Balie medewerker van het Lakeview
- Student aan de Oakdale University
- Muzikaal adviseur voor Crash
- Oud-leerling van de Oakdale Latin High School
- Kamermeisje in het Lakeview.
- Serveerster van Al's Diner.